# 冰晶

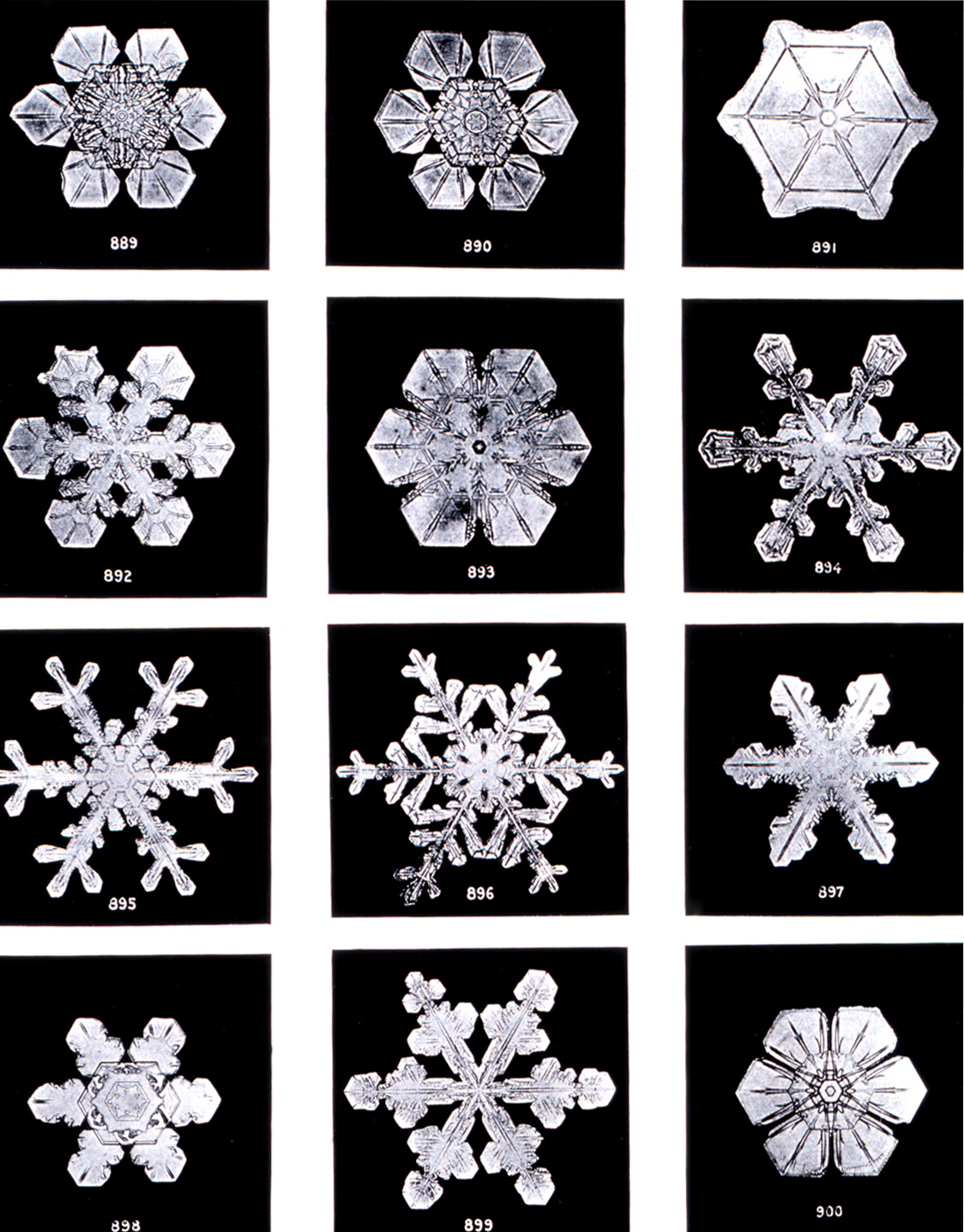
自然界中冰晶常以具有高度对称性的雪花的形式出现。

冰晶（英語：ice crystal）是冰的宏观晶体形式。冰晶在光学及电学等物理性质方面有各向异性，并且具有较高的介电常数。冰晶常呈六角柱状、六角板状、枝状、针状等形状，由于大气中的冰晶一般由水蒸气凝華产生，因此具有非常對稱的外型。在不同的環境溫度和濕度中，可以產生不同的對稱外形。当环境因素改变时，冰晶的形成方式也可能会改变，因此最终形成的晶体可能是多种样式混合而成的，例如冠柱晶。空中的冰晶下落时倾向以其侧棱平行于地平线，因此能以增强的差动反射率在偏振天气雷达信号（polarimetric weather radar）中被发现。冰晶带电后，下落的方向便不再平行于地平线。带电的冰晶也很较容易被偏振天气雷达检测出来。

## 结构
| 点击显示/隐藏晶胞                   |
| 冰晶结构示意图一 （垂直于光轴观测） |
|                                     |
| 冰晶结构示意图二 （平行于光轴观测） |

宏观的冰是多晶的，所以在研究冰的晶体结构时使用的往往是通过专门制取从而成为单晶的冰晶。1916年末，人们开始利用X射线衍射法对冰晶的结构进行一系列的探究。研究中获得的照片有12条清晰的衍射线，分析其位置可以得知冰晶属于六方晶系晶体。如左侧的冰晶结构示意图一所示，冰晶晶胞呈四棱柱形，的底面边长为4.52Å，高为7.34Å。冰晶分子排列的方式与金属镁晶体属同一晶系，但是通过X射线衍射法可以得知冰晶与金属镁在结构上还是有很大差别的。下表是大卫·马蒂亚斯·丹尼森（David Mathias Dennison，美国物理学家，后来计算出质子服从费米–狄拉克统计，拥有½自旋）于1921年对冰晶进行X射线衍射实验获得的结果：
| 相邻线之间的偏角 （度数） | 线的强度 （估算值） | 用作对比的镁线 | 晶面间距 | 晶面间距 | 晶面取向 | 基面的数量 |
| 相邻线之间的偏角 （度数） | 线的强度 （估算值） | 用作对比的镁线 | 观测值   | 理论值   | 晶面取向 | 基面的数量 |
| ------------------------- | ------------------- | -------------- | -------- | -------- | -------- | ---------- |
| 10.44                     | 1                   | 4.7            | 3.92     | 3.915    | 1010     | 3          |
| 11.16                     | 10                  | -              | 3.67     | 3.671    | 0001     | 1          |
| 11.88                     | 2                   | 10.0           | 3.44     | 3.453    | 101      | 6          |
| 15.30                     | 1.5                 | 3.3            | 2.68     | 2.675    | 1012     | 6          |
| 18.12                     | 1                   | 4.7            | 2.26     | 2.260    | 1120     | 3          |
| 19.86                     | 5                   | 4.0            | 2.065    | 2.065    | 1013     | 6          |
| 21.38                     | 1                   | 4.0            | 1.92     | 1.925    | 112      | 6          |
| 27.16                     | 1.5                 | 1.0            | 1.516    | 1.528    | 2023     | 6          |
| 30.20                     | 2                   | 1.3            | 1.368    | 1.372    | 1015     | 6          |
|                           |                     |                | 1.368    | 1.372    | 1232     | 12         |
| 31.76                     | 0.25                | 0.2            | 1.30     | 1.305    | 1010     | 3          |
| 33.08                     | 0.25                | 1.0            | 1.25     | 1.268    | 123      | 12         |
| 35.54                     | 0.5                 | 0.3            | 1.167    | 1.165    | 2025     | 6          |

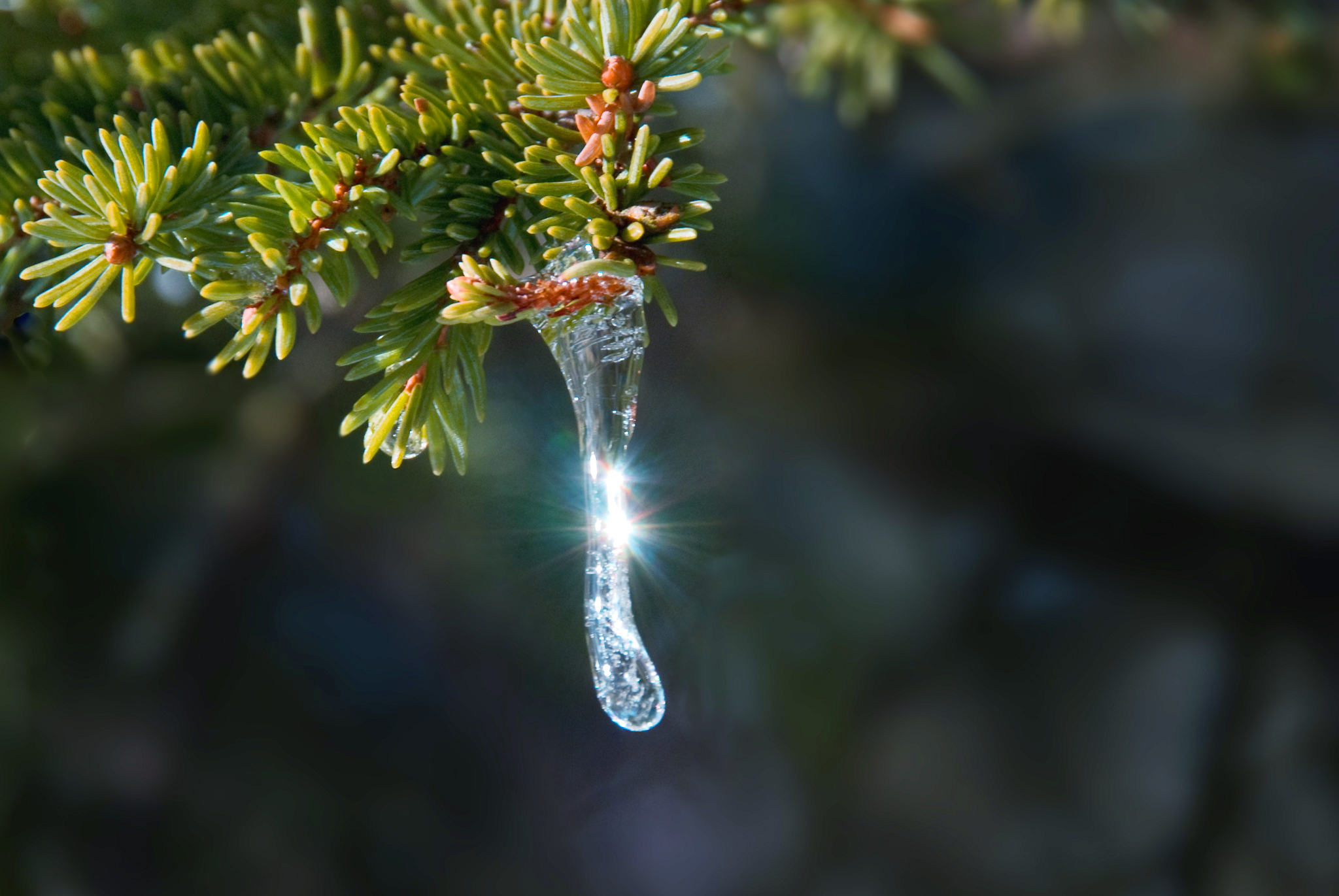
冰晶不一定具有规整的形态。

如上方冰晶结构示意图二所示，冰晶是由多层以六边形网格状排列的水分子组成的，其中每片单层冰晶都被称作“基面”（basal plane），冰晶基面的法线称为冰晶的“光轴”或“c轴”。基面以垂直于光轴的方式叠加、结合。因为同基面的水分子之间通过较强的氢键相连，而相邻基面的水分子则以较弱的范德华力相连，所以不同基面间容易出现滑移。若要以方向平行于光轴的力破坏冰晶，则施予的压力需要比使基面发生滑移的力高两个数量级。
过冷的微小水滴接近物体时能凝固形成冰晶，如凝结在植物枝叶上的雾凇等。此时的冰晶仍由微小的晶体组成，并非无定形冰，但不具有规整的形态。

## 形成
冰晶的形成发生在云层中、云层下和地表层，并由多个物理过程组成。在冰晶的形成过程中，冰核是必不可少的（其中大气中悬浮的尘埃颗粒占了70%），在冰核上过冷水滴凝固生长成冰晶。要形成冰晶首先要活化冰核，也就是使冰核能形成冰晶，不同冰核活化的温度不同。温度下降后，活化的冰核数量增加。冰核活化后，由于伯杰龙效应（Bergeron effect），大气中的过冷的水蒸气会在冰核上凝华使冰核增长形成冰晶。以上的过程与大气中的温度和湿度有密切联系，在不同环境中形成的冰晶形状是有差异的。在冰晶下降过程中会经过各种不同的温度和湿度的环境，因此最终形成的形状往往是各种基本形状的结合体。冰晶的大小与其在云层中停留的时间、温度和气压还有冰的过饱和程度有关。

## 融化与破裂
冰晶受热后转化为液态水的过程一般称为“融化”。大气中冰晶雪花的融化率决定了地表面上的降水类型。在下降过程中，冰晶经过0℃等温线时开始融化，大多数的冰晶在未融化时带有正电荷而融化时带电符号改变。
通过在处于不同融化阶段的冰晶置于-78.5℃的乙烷中冻结可以得知：冰晶融化的方式主要取决于晶体的初始类型，并可概括出两种基本方式：
- 柱状冰晶的融化：通常简单柱状冰晶开始时表面上的融化一致的，随后逐渐形成不同厚度的水层，在柱状晶的中心形成一个或两个明显的气泡，再进一步融化时，产生的水会形成一个清晰的水滴，附着在水滴上的柱状晶体快速进入水滴中，最终形成一个球形滴。柱状冰晶融化水有收缩成一个或多个水滴的趋势，且趋向于收缩至最小表面积；
- 板状冰晶的融化：板状冰晶融化时，融化水形成覆盖于板上的光滑圆面。而板状冰晶则没有缩成单个水滴的趋势，而是从板状冰晶融化的水层形成双凸镜带冰状，限定冰晶的周边。

中国气象学家龚乃虎于1982年在美国犹他大学做“为延长冰晶生长的微物理风洞实验”时获得了冰晶与温度、形状、大小、生长时间、下降速度及融化后质量的资料，并总结出冰晶在不同温度下融化的规律。在该实验中获得的数据见下表：
| 温度（℃） | 生长时间 | 尺寸（mm） | 尺寸（mm） | 含水量 （LWC） | 质量（μg） | 下落速度 （cm/s） | 融化前后滴数 | 备注       |
| --------- | -------- | ---------- | ---------- | -------------- | ---------- | ----------------- | ------------ | ---------- |
| 温度（℃） | 生长时间 | 2a         | c          | 含水量 （LWC） | 质量（μg） | 下落速度 （cm/s） | 融化前后滴数 | 备注       |
| -4.2      | 13       | 0.15       | 0.13       | 0.5            | 0.5        |                   | 1:1          | 六角板     |
| -4.5      | 19       | 0.1        | 0.7        | 0.5            | 2.15       |                   | 1:3          | 鞘凇       |
| -4.9      | 10       | 0.08       | 0.44       | 0.5            | 1.1        |                   | 1:3          | 鞘状       |
| -5.0      | 13       | 0.05       | 1.2        | 0.5            | 2.3        |                   | 2:14         | 双针状     |
| -5.1      | 19       | 0.22       | 0.42       | 0.5            | 1.15       | 36                | 3:4          | 三叠合针状 |
| -6.2      | 19       | 0.50       | 0.48       | 0.5            | 8.18       | 54                | 2:1          | 双柱凇晶   |
| -8.5      | 13       | 0.22       | 0.2        | 0.5            | 1.8        |                   | 1:1          | 凇晶       |
| -8.9      | 19       | 0.25       | 0.2        | 0.5            | 4.2        |                   | 1:1          | 凇晶       |
| -10.6     | 25       | 1.25       | 0.95       | 0.8            | 49         |                   |              | 等距+凇晶  |
| -11.4     | 19       | 0.45       | 0.54       | 0.8            | 8.18       |                   | 1:2          | 六角凇晶   |
| -12.3     | 19       | 0.9        | 0.5        | 0.8            | 11.5       |                   | 1:1          | 六角扇凇晶 |
| -14.7     | 10       | 1.7        | -          | 0.8            | 8.62       |                   | 1:18         | 分枝六角星 |

## 大气现象
冰晶是多种大气现象的成因，这些大气现象主要包括云、降水及冰晕。气温达-5℃时高空中便会形成六角形的冰针。同时，韦格纳–伯杰龙–芬德森过程（Wegener–Bergeron–Findeisen process）继续进行，过冷水蒸发产生的蒸气在冰晶上凝华。若冰晶周围水气多，则垂直于光轴的六个角增长较快，就形成板状冰晶；若冰晶周围较干燥，则平行于光轴的两个底面增长较快，便形成柱状冰晶；若水气适中，则形成片状雪花，上述三者都以降雪的形式落向地面。但如果地面气温较高，雪降落过程中冰晶会发生融化，并相互碰撞合并为雨滴，成为降雨。
| 环天顶弧 上正切晕弧 22°晕 幻日环 幻日 下正切晕弧 | 悬浮在大气中的冰晶折射阳光或月光形成通常呈环状或弧状的晕，典型的现象包括日晕、月晕和幻日等现象。大气中的冰晶通常存在于卷状云中，这些冰晶多为六棱柱状，使光发生色散，不同颜色的光有着不同的折射偏角，也就形成了太阳和月亮外环状或弧状的彩色的晕。 由于每个冰晶有上下两个底面和6个侧面，再加上冰晶在大气中随机分布并且没有固定的方向，光的入射面、入射角度、在冰晶中的路径、反射面、反射角度、出射面和出射角度也就存在差异，这导致了各种各样晕的现象的形成。晕同时也征兆着各种天气现象，例如：日晕的出现说明高空空气质量良好气流稳定，而带有冰晶的卷层云通常是冷暖气团相遇后形成的，随着云层的不断变厚，高层云也逐渐形成，预示着将出现降雨。 |